# Heraclia flavipennis
Heraclia flavipennis là một loài bướm đêm trong họ Noctuidae.